# قانون التحكم في الضوضاء
قانون التحكم في الضوضاء هو قانون لـ الولايات المتحدة بدأ برنامجًا فيدراليًا لتنظيم التلوث الضوضائي بهدف حماية صحة الإنسان وتقليل إزعاج الجمهور العام.
أنشأ القانون آليات لوضع معايير الانبعاثات لكل مصدر ضوضاء تقريبًا، بما في ذلك السيارات والطائرات وأنواع معينة من معدات التدفئة والتهوية وتكييف الهواء والأجهزة الرئيسية. كما أنها تضع الحكومات المحلية على علم فيما يتعلق بمسؤولياتها في تخطيط استخدام الأراضي لمعالجة التخفيف من الضوضاء. يتألف إطار تنظيم الضوضاء هذا من قاعدة بيانات واسعة توضح بالتفصيل مدى التأثيرات الصحية للضوضاء.
أنهى الكونجرس تمويل البرنامج الفيدرالي للتحكم في الضوضاء في عام 1981، مما قلل من تطوير المزيد من اللوائح الوطنية. منذ ذلك الحين بدءًا من عام 1982 تحولت المسؤولية الأساسية لمعالجة التلوث الضوضائي إلى حكومات الولايات والحكومات المحلية. تحتفظ وكالة حماية البيئة بالسلطة لإجراء البحوث ونشر المعلومات حول الضوضاء وآثارها على الجمهور، والتي غالبًا ما يتم تضمينها في الوقت الحاضر في تقييمات الأثر البيئي للتطورات الحضرية الجديدة. قدمت لوائح وبرامج وكالة حماية البيئة الأولية أساسًا لتطوير العديد من قوانين التحكم في الضوضاء الحكومية والمحلية في جميع أنحاء الولايات المتحدة.